# Zeslandentoernooi 2005 (mannen)
Het Zeslandentoernooi voor mannen van de Rugby Union in 2005 werd gespeeld tussen 5 februari en 19 maart. De winnaar werd Wales met hun negende grand slam. De laatste keer dat Wales het toernooi won was 1994. De laatste grand slam van Wales was in 1978.
Door deze grand slam werd Wales ook winnaar van de Triple Crown.
Winnaar van de Calcutta Cup werd Engeland, door met 43-22 van Schotland te winnen.
Winnaar van de Millennium Trophy werd Ierland, door met 19-13 van Engeland te winnen.

## Deelnemers
De zes vaste deelnemers speelden hun thuisduels in de volgende stadions.
| Land      | Stadion            | Plaats      | capaciteit |
| --------- | ------------------ | ----------- | ---------- |
| Frankrijk | Stade de France    | Saint-Denis | 80.000     |
| Wales     | Millennium Stadium | Cardiff     | 75.500     |
| Engeland  | Twickenham         | Londen      | 75.000     |
| Schotland | Murrayfield        | Edinburgh   | 67.500     |
| Ierland   | Lansdowne Road     | Dublin      | 49.000     |
| Italië    | Stadio Flaminio    | Rome        | 25.000     |

## Eindstand
| Land      | Wed | Win | Gel | Ver | Saldo     | +/− | Ptn |
| --------- | --- | --- | --- | --- | --------- | --- | --- |
| Wales     | 5   | 5   | 0   | 0   | 151 - 77  | 74  | 10  |
| Frankrijk | 5   | 4   | 0   | 1   | 134 - 82  | 52  | 8   |
| Ierland   | 5   | 3   | 0   | 2   | 126 - 101 | 25  | 6   |
| Engeland  | 5   | 2   | 0   | 3   | 121 - 77  | 44  | 4   |
| Schotland | 5   | 1   | 0   | 4   | 84 - 155  | 71  | 2   |
| Italië    | 5   | 0   | 0   | 5   | 55 - 179  | 124 | 0   |

## Uitslagen
De vermelde tijden zijn allemaal lokale tijden.

### Eerste ronde
Schotland ging lang aan de leiding tegen Frankrijk, maar gaf twee minuten voor tijd een goed resultaat uit handen. Wales bevestigde de goede vorm van dit seizoen met een overwinning op wereldkampioen Engeland. Italië speelde zeer sterk, maar was niet opgewassen tegen de acties van wereldster Brian O'Driscoll.
| Datum             | Wedstrijd             | Uitslag |
| ----------------- | --------------------- | ------- |
| 5 februari, 14:00 | Frankrijk - Schotland | 16 - 9  |
| 5 februari, 17:30 | Wales - Engeland      | 11 - 9  |
| 6 februari, 14:30 | Italië - Ierland      | 17 - 28 |

### Tweede ronde
Wales stelde zijn kandidatuur voor de titel door Italië van de mat te vegen. Ierland had iets meer moeite met Schotland, maar behaalde uiteindelijk een ruime overwinning. Drama was er voor Engeland, dat een goede voorsprong bij rust moest prijsgeven tegen een zeer geconcentreerd Frankrijk.
| Datum              | Wedstrijd            | Uitslag |
| ------------------ | -------------------- | ------- |
| 12 februari, 13:30 | Italië - Wales       | 8 - 38  |
| 12 februari, 16:00 | Schotland - Ierland  | 13 - 40 |
| 13 februari, 15:00 | Engeland - Frankrijk | 17 - 18 |

### Derde ronde
Schotland behaalde een regelmatige overwinning op Italië. Engeland klaagde over twee afgekeurde try's, maar uiteindelijk was de overwinning van Ierland terecht. Wales won bijzonder spectaculair van Frankrijk: in de eerste helft liet Frankrijk de gasten alle hoeken van het veld zien, maar met zeer sterk spel in de tweede helft wist Wales toch de winst binnen te halen.
| Datum              | Wedstrijd          | Uitslag |
| ------------------ | ------------------ | ------- |
| 26 februari, 14:00 | Schotland - Italië | 18 - 10 |
| 26 februari, 16:00 | Frankrijk - Wales  | 18 - 24 |
| 27 februari, 15:00 | Ierland - Engeland | 19 - 13 |

### Vierde ronde
Engeland kon zich zelfs een paar blunders veroorloven en haalde tegen Italië de eerste wedstrijdpunten binnen. Ierland haalde het niet tegen Frankrijk en zag de hoop op een grand slam in rook opgaan. Wales behield wel zijn kans op een grand slam met een overwinning in Edinburgh, hoewel de Schotten in de tweede helft sterk terugkwamen.

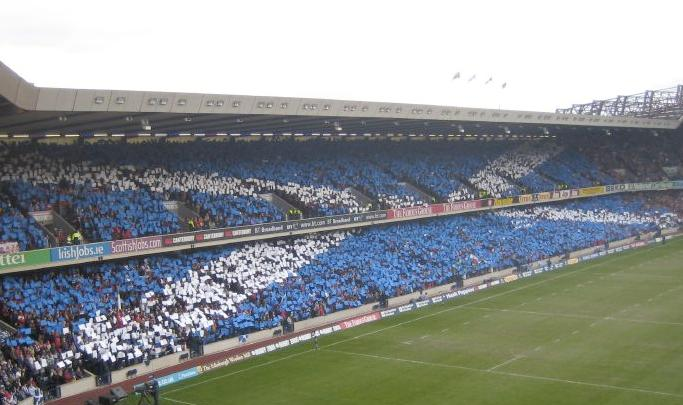
De wedstrijd Schotland - Wales in Murrayfield.

| Datum           | Wedstrijd           | Uitslag |
| --------------- | ------------------- | ------- |
| 12 maart, 13:30 | Ierland - Frankrijk | 19 - 26 |
| 12 maart, 16:00 | Engeland - Italië   | 39 - 7  |
| 13 maart, 15:00 | Schotland - Wales   | 22 - 46 |

### Vijfde ronde
Frankrijk stuitte in de eerste helft nog op Italiaans verzet, maar kon in de tweede helft aan het doelsaldo werken. Het bleek niet veel uit te maken, want later op de dag ging de hoofdprijs naar Wales, dat met een enorme daadkracht afstand nam van Ierland en zo het grand slam binnenhaalde. De Ieren gaven zich niet gewonnen, maar hun tegenoffensief kwam te laat. De Calcutta Cup ging naar Engeland. Het was een wedstrijd waarin beide teams fundamentele fouten afwisselden met schitterende try's.
| Datum           | Wedstrijd            | Uitslag |
| --------------- | -------------------- | ------- |
| 19 maart, 14:00 | Italië - Frankrijk   | 13 - 56 |
| 19 maart, 15:30 | Wales - Ierland      | 32 - 20 |
| 19 maart, 18:00 | Engeland - Schotland | 43 - 22 |